# Bassin de gestion des eaux pluviales urbaines
En hydrologie urbaine, un bassin de gestion des eaux pluviales urbaines est un volume aménagé pour réduire les conséquences des pluies abondantes en ville. Ils peuvent prendre plusieurs formes (enterré ou en surface), et avoir des fonctions variées telles que la réduction du risque inondation, la réutilisation ou la lutte contre les pollutions du milieu naturel aquatique.

## Bassins de rétention et bassins de retenue
Les notions de « rétention » et de « retenue » découlent du type de rapport qu’à un bassin avec le réseau d’assainissement, le réseau de collecte des eaux pluviales strictes en cas d’adoption d’un réseau séparatif ou le milieu naturel de surface : 
Un « bassin de rétention » est déconnecté du réseau de collecte. Il se vide par infiltration, évaporation, évapotranspiration ou réutilisation. Légalement, il ne peut stocker que des eaux pluviales strictes car l’infiltration d’eau usée étant interdite du fait du risque de pollution des eaux souterraines. Une évaporation impliquant que le bassin soit en surface, il ne peut stocker donc pas des eaux usées ou unitaires qui constitueraient une nuisance olfactive et un risque sanitaire.
Un « bassin de retenue » stocke temporairement, et se vide dans le réseau de gestion des eaux pluviales (unitaire ou séparatif) ou dans le milieu naturel aquatique. La vidange ainsi définie, peut se faire à la fin de l’évènement pluviale, quand le stockage est plein, ou progressivement par un débit régulé.

## Bassins de rétention
Généralement situé en amont des réseaux, ces bassins ont pour objectif de réduire les volumes d’eau de pluie envoyés dans le réseau de collecte, afin d’en éviter les dysfonctionnements par temps de pluie (inondation et pollutions). On parle d’abattement volumique. Ce dispositif peut être muni d’un trop plein vers le réseau, si le gestionnaire de ce dernier l’autorise. Le bassin de rétention s’apparente aux techniques alternatives de gestion des eaux pluviales, et peut prendre plusieurs formes, dont chacune fait l’objet d’une méthode de dimensionnement spécifique :
- Bassin d’infiltration enterré : Ils peuvent être construits en béton ou en structure alvéolée ultralégère (SAUL) ;
- Bassin d’infiltration de surface ou à ciel ouvert : Il s’agit en général d’une zone en décaissé et en pleine terre, où convergent les ouvrages de collecte des eaux pluviales ;
- Jardin de pluie : Lorsqu’un bassin d’infiltration à ciel ouvert est végétalisé, il peut être qualifié de jardin de pluie. Dans cette catégorie sont incluses les noues d’infiltration ;
- Le réservoir de stockage pour réutilisation.

## Bassins de retenue
Les bassins de retenu ont pour principale fonction de réduire le risque d’inondation urbaine lors des fortes pluies (niveau de service 2 à 4 selon la doctrine définie en France par La Ville et son assainissement). Dans certains cas ils sont envisagés pour réduire le risque de pollution par déversement d’eau unitaire vers le milieu naturel aquatique, mais cette fonction est controversée, de nombreuses études et expériences ayant montré leur inefficacité sur cette problématique. Selon leur utilisation, ils peuvent être positionnés à différents endroits du système d’assainissement, et on peut ainsi définir plusieurs types :

### Bassin de stockage-restitution des eaux de ruissellement
Un bassin de stockage-restitution collecte les eaux de ruissellement et les restitue au réseau avec un débit régulé définit par le zonage pluvial ou par le gestionnaire du réseau d’assainissement ou de collecte des eaux pluviales. Ce débit est le plus souvent fixé à 10l/s/ha. Cependant selon la vulnérabilité au débordements du réseau par temps de pluie, ce débit peut être réduit. Bien que les premières réalisations aient été équipées d’un trop-plein non régulé, le trop-plein est aujourd’hui non recommandé, voire interdit par certains gestionnaires du réseau. Le bassin peut prendre la forme d’un stockage enterré, d’un bassin à ciel ouvert, ou d’une zone urbaine inondable. Cette dernière possibilité permet d’en assurer l’entretien de par sa fonction première de zone urbaine et est considérée comme la meilleure solution de par son coût bien inférieur et par un bien meilleur retour d’expérience.

### Bassins d’orage
Le « bassin d’orage » est un volume généralement enterré et intégré à un réseau d’assainissement, qui peut stocker des eaux pluviales comme des eaux unitaires. Sa fonction est d’écrêter les débits admis dans le réseau afin d’éviter les inondations par débordements à l’aval du réseau lors de fortes pluies.

### Bassins de stockage et de réduction des pollutions
Le bassin de stockage de réduction des pollutions du milieu naturel est un ouvrage enterré de stockage d’eau unitaire construit afin d’éviter des pollutions du milieu naturel aquatique par les déversements d’eau unitaire de temps de pluie. Il est généralement implanté au plus proche du milieu naturel qu’il est censé protéger et des déversoirs d’orage dont il intercepte les flux polluants. Il peut aussi être implanté en station d’épuration pour écrêter les pollutions par altération de la qualité des rejets lors du temps de pluie,.Cette implantation le qualifie par les rares collectivités qui en ont construit de bassin aval ou stockage aval, pour les distinguer des autres formes de stockages décrites ci-avant situées en amont du réseau ou intégrées au réseau. Contrairement aux bassins de stockage-restitution et aux bassins d’orage, il est sollicité dès les petites pluies par la fréquence de déversements qu’elles provoquent qui, à long terme, sont ceux qui polluent le plus.

### Bassins de traitement avant rejet
Le « bassin de traitement » sert à stocker des eaux pluviales, pour les laisser décanter avant un rejet au milieu naturel aquatique. Les eaux pluviales sont ainsi débarrassées d’une bonne partie des polluants dus au lessivage des surfaces urbaines et de l’atmosphère. Leur efficacité vient du fait que le principal polluant des eaux pluviales sont les matières en suspension, qui ont la capacité de capter les autres polluants. La présence accidentelle d’eau usée, rend ce type de traitement complètement inefficace.

### Controverses
Il est parfois affirmé que toutes les fonctions qui sont assurées par les bassins de retenue, dispositifs relativement chers, seraient atteignables par les techniques alternatives de gestion des eaux pluviales pour un coût bien moindre,,,.